# Κ-Цигниди
κ-Цигниди су слаб (ЗХР у максимуму око 3) метеорски рој, доста широког профила и релативно богат сјајним метеорима, што све указује на то да се ради о старом роју. Радијант је високо на небу на средњим северним географским ширинама, тако да су сви метеори или близу радијанта или ниско на небу (и самим тим далеко од посматрча) и изгледају споро. Упркос томе што су активни преко 20 дана, ниска активност и мали број посматрачких података остављају многа питања у вези са κ-Цигнидима отвореним. Што се матичног тела тиче, орбитални елементи мале планете 2008 69 одговарају орбиталним елементима κ-Цигниди, али још увек недостаје потврда да је 2008 ED69 заиста извор метеороида из овог роја.